# ニューヨーク 親切なロシア料理店
『ニューヨーク 親切なロシア料理店』（ニューヨーク しんせつなロシアりょうりてん、The Kindness of Strangers）は、2019年のカナダ・スウェーデン・デンマーク・ドイツ・フランスのドラマ映画。監督はロネ・シェルフィグ、出演はゾーイ・カザン、アンドレア・ライズボロー、タハール・ラヒム、ビル・ナイなど。ニューヨーク・マンハッタンの老舗ロシア料理店を舞台に、そこに集まった訳ありの男女が互いに助け合って支え合うさまを描いた群像ドラマ。

## ストーリー
刑務所を出所したマークは、ニューヨークのロシア料理店ウインター・パレスに、住み込みマネージャーの職を得た。この店は老舗だが現在のスタッフはロシア人を装った米国人ばかり。経営は悪化し、料理の不味さで有名だった。
店に食べ物を盗みに入る若い母親クララ。クララに気付いたものの、見逃してやるお人好しのマーク。
店の常連で独身の看護師アリスは、セラピーを主催する等々、他人のためにばかり尽力する女性。だが、その心は孤独と寂しさに満ちていた。
ホームレスの施設でクララと幼い二人の息子の面倒を見るアリス。クララ母子は暴力夫から逃げ出し、無一文でニューヨークをさ迷っていたのだ。
夫の追跡を逃れ、ウインター・パレスに逃げ込むクララ母子。店の階上のマークの部屋に匿われたクララは、暴力夫と離婚するために、裁判で対決する覚悟を決めた。
マークを出所させた弁護士ジョンの尽力で裁判に挑むクララ。寂しい看護師アリスは、気弱なジョンを励まし二人は恋人関係に。クララを支援することで、やる気のなかった料理店のスタッフも活気づいた。
裁判に勝訴し、家を取り戻すクララ母子。ウインター・パレスは再建を果たし、マークもマネージャーとして留任した。そんな料理店の近くに、クララ母子が引っ越して来た。

## キャスト
- クララ: ゾーイ・カザン
- アリス: アンドレア・ライズボロー
- マーク: タハール・ラヒム
- ティモフェイ: ビル・ナイ
- ジェフ: ケイレブ・ランドリー・ジョーンズ
- ジョン: ジェイ・バルチェル

## 製作
2017年2月2日、ロネ・シェルフィグ監督が新作映画『Secrets from the Russian Tea Room』の製作費を確保したとの報道があった。2018年2月、アンドレア・ライズボロー、ゾーイ・カザン、タハール・ラヒムの出演が決まった。3月28日、ビル・ナイ、ケイレブ・ランドリー・ジョーンズ、ジェイ・バルチェルがキャスト入りした。同月、本作の主要撮影がカナダのトロントで始まった。4月2日、マーク・コーヴェンが本作で使用される楽曲を手掛けることになったと報じられたが、後にコーヴェンは降板することになり、その後任にはアンドリュー・ロッキングトンが起用された。2020年2月14日、本作のサウンドトラックが発売された。

## 公開・マーケティング
2018年9月6日、本作の劇中写真が初めて公開された。その際、本作のタイトルは『Secrets from the Russian Tea Room』から『The Kindness of Strangers』に変更された。2019年2月7日、本作は第69回ベルリン国際映画祭のオープニング作品としてプレミア上映された。2020年1月13日、本作のオフィシャル・トレイラーが公開された。

## 評価
本作は批評家から酷評されている。映画批評集積サイトのRotten Tomatoesには26件のレビューがあり、批評家支持率は15%、平均点は10点満点で4.31点となっている。サイト側による批評家の見解の要約は「主要キャストに名優を揃えたこと以外に評価すべきものがない。『ニューヨーク 親切なロシア料理店』は哲学的なテーマを掘り下げようとしたが、無内容に終わっている。」となっている。また、Metacriticには11件のレビューがあり、加重平均値は32/100となっている。